# Институт экономики КарНЦ РАН
Институт экономики Карельского научного центра РАН — федеральное государственное бюджетное учреждение науки, структурное подразделение в составе Карельского научного центра Российской Академии наук (г. Петрозаводск).

## История
В 1946 году в составе Карело-Финской научно-исследовательской базы АН СССР был организован промышленно-экономический сектор (руководитель М. А. Безбородов), с 1948 года — сектор экономики (руководитель — А. В. Иванов), с 1951 года — отдел экономики.
Институт экономики Карельского научного центра РАН создан постановлением Президиума РАН № 128 от 1996 года на базе отдела экономики.
Научно-исследовательская деятельность Института начала осуществляться в соответствии с приоритетными направлениями Отделения общественных наук РАН. Первой и наиболее масштабной практической работой Института стала разработка Концепции социально-экономического развития Республики Карелия на 1999—2010 годы «Возрождение Карелии». В дальнейшем Институт в своей деятельности продолжил ориентацию на совмещение фундаментальных научных исследований и практических разработок, ориентированных на потребности региональной экономики и управления.
Научно-организационное руководство деятельностью Института осуществляет Отделение общественных наук РАН.

## Руководители института
- 1996 - 2013 - А. И. Шишкин.
- 2013 - 2016 Ю. В. Савельев
- 2016 - Т. В. Морозова

## Научно-исследовательская деятельность
Основной целью научной деятельности Института является выполнение фундаментальных научных исследований и прикладных разработок в области экономики в соответствии с научными направлениями:
- научные основы региональной политики, устойчивого развития региона и муниципальных образований и трансформации социально-экономического пространства;
- теория и методы экономико-математического моделирования и прогнозирования социально-экономического и инновационного развития приграничных регионов;
- трансформация социальной структуры и институциональные основы устойчивого экономического развития российских регионов.